# Bernd Metzke
Bernd Metzke (* 25. Juni 1966 in Belzig, Bezirk Potsdam, DDR) ist ein ehemaliger deutscher Handballspieler.
Der 1,91 Meter große Linksaußen spielte ab 1976 für den TSV Chemie Premnitz, wechselte 1980 zum ASK Vorwärts Frankfurt/Oder und lief von 1990 bis 1997 für TURU Düsseldorf auf.
Im Aufgebot der Männer-Handballnationalmannschaft der DDR spielte Metzke bei Olympia 1988, wo er in vier Spielen für die Mannschaft der DDR auflief und ein Tor erzielte, und bei der Weltmeisterschaft 1990. Insgesamt bestritt er 62 Länderspiele.
Metzke absolvierte eine Ausbildung zum Versicherungsmakler und leitet heute (2019) ein Versicherungsbüro in Düsseldorf.